# زمین‌لرزه ۱۹۶۶ وارتو
زمین‌لرزه وارتو  در تاریخ ۱۹ اوت ۱۹۶۶ میلادی، برابر با ‎۲۸ مرداد ۱۳۴۵، ساعت ۱۲:۲۲:۱۰ به زمان یوتی‌سی در ترکیه ، منطقه وارتو رخ داد. ژرفای این زلزله ۱۷ کیلومتر بود. بزرگی آن ۶٫۸ در مقیاس Mw اعلام شده‌است. زمین‌لرزه به وقت محلی در روز جمعه، ساعت ۱۴ روی داده و منطقه زمانی آن یوتی‌سی +۲ بوده‌است (با لحاظ تغییر ساعت تابستانی).
سازمان زمین‌شناسی آمریکا نیز جای این زمین‌لرزه را در مختصات ۳۹°۱۲′شمالی ۴۱°۳۶′شرقی / ۳۹٫۲°شمالی ۴۱٫۶°شرقی و بزرگی آنرا برابر با ۶٫۸ در مقیاس ریشتر اعلام کرده‌است. ژرفای گزارش شده از سوی این سازمان ۲۴ کیلومتر می‌باشد.
شمار کشتگان زلزله حدود ۲۵۱۷ نفر بوده‌است.تعداد زخمیان ۱۴۲۰ نفر برآورده شده‌است. گسل مسبب این زمین‌لرزه گسل شمال آناتولی بوده است.